# NGC 3609
NGC 3609 est une galaxie spirale relativement éloignée et située dans la constellation du Lion. NGC 3609 a été découverte par l'astronome russo-américain Otto Struve en 1869.

## Caractéristiques
Sa vitesse par rapport au fond diffus cosmologique est de 8 408 ± 22 km/s, ce qui correspond à une distance de Hubble de 124,0 ± 8,7 Mpc (∼404 millions d'al).
La classe de luminosité de NGC 3609 est I-II et c'est  une galaxie à noyau actif (AGN).
Selon la base de données Simbad, NGC 3609 est une galaxie LINER, c'est-à-dire une galaxie dont le noyau présente un spectre d'émission caractérisé par de larges raies d'atomes faiblement ionisés.

## Paire de galaxies
NGC 3609 et NGC 3612 (PGC 34546) forment une paire de galaxie.

### Identification

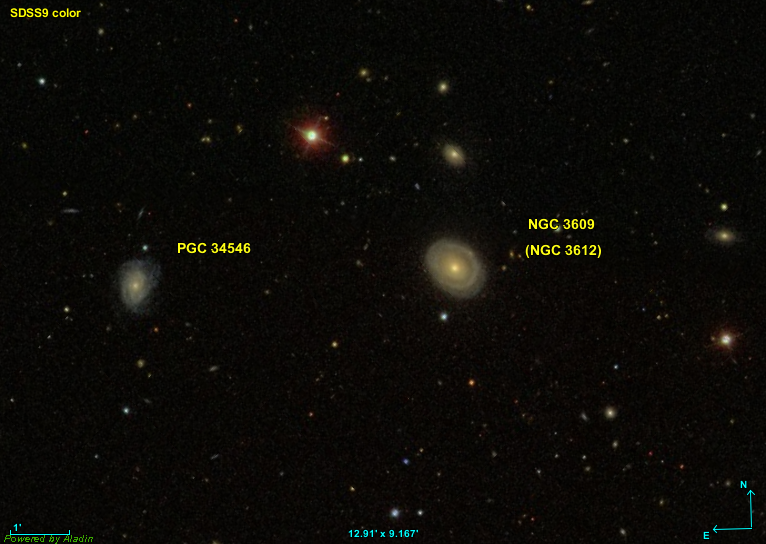
Selon le professeur Seligman, NGC 3609 et NGC 3612 observés à deux jours d'intervalle sont la même galaxie, soit PGC 34511. Voir l'article NGC 3612 pour plus de détails.